# Hollywood (film din 1923)
Hollywood este un film de comedie american din 1923, regizat de James Cruze.

## Distribuție
- Hope Drown - Angela Whitaker
- Luke Cosgrave - Joel Whitaker
- George K. Arthur - Joel Lefferts
- Ruby Lafayette - Grandmother Whitaker
- Harris Gordon - Dr. Luke Morrison
- Bess Flowers - Hortense Toers
- Eleanor Lawson - Margaret Whitaker
- King Zany - Horace Pringle